# Nandu
Nandu (Rhea) este un gen de păsări alergătoare (nezburătoare), din familia Rheidae, ordinul Struthioniformes, asemănătoare cu struțul african și australian. Sunt înalte de circa 150 cm, au picioare lungi cu trei degete și aripi relativ mici. Trăiesc în America de Sud. Masculii poligami clocesc ouăle mai multor femele și îngrijesc puii. Există două specii.Pasarile nandu (Rhea americana) sunt struții din regiunile de est și sud-est ale Americii de Sud. Numele de Nandu este dat de indieni și se datorează sunetului pe care îl scoate masculul în perioada de împerechere.

## Hrana Pasarea Nandu
Hrana lor constă din frunze verzi, pe care le pasc de pe sol, dar și din semințe, insecte și alte animale mici. Fermierii prețuiesc struții Nandu deoarece aceștia curăță împrejurimile de șerpi, lăcuste, scorpioni și păianjeni.

## Caracteristici pasărea Nandu
Au dimensiuni mai mici decât struții africani și prezintă trei degete la picioare. Masculul și femela au penajul aproape la fel colorat.
Singurele diferențe constau în faptul că femela este mai mică și are culorile puțin mai deschise.
Aripile sunt prevăzute cu pene lungi și moi care atârnă, au un rol de atracție în perioada de împerechere, dar și rol de ușurare a alergării prin faptul că sunt depărtate de corp.
Pot ajunge la înălțimea de 0,9-1,5 m și greutatea de 15-30 kg.

## Reproducere pasărea Nandu
Își fac cuiburile ascunse în iarba înaltă din savane. Masculul are cinci până la șapte femele care își depun ouăle în același cuib.
Astfel pot ajunge la cca. 16-50 ouă de culoare galbenă-albicioasă. Acestea sunt clocite doar de mascul care apoi va conduce și puii.
Perioada de clocire durează 36-44 de zile. Puii ies din ouă la începutul lunii februarie și au corpul acoperit cu puf cu dungi longitudinale de culoare închisă. 
În primele cinci săptămâni puii își urmează numai tatăl, apoi și femela se alătură familiei. Deseori, mai multe familii se asociază și atunci pot fi văzute trăind laolaltă în savană, turme întregi de struți.

## Clasificare
Cladogramă bazată pe Baker et al. (2014).
|  | Tinamidae         |
|  |                   |
|  | Dinornithiformes† |
|  |                   |

|  | Apterygidae                                                |
|  |                                                            |
|  | \| \| Casuariidae \| \| \| \| \| \| Dromaiidae \| \| \| \| |
|  |                                                            |
|  | Casuariidae                                                |
|  |                                                            |
|  | Dromaiidae                                                 |
|  |                                                            |

|  | Casuariidae |
|  |             |
|  | Dromaiidae  |
|  |             |

|  | Apterygidae                                                |
|  |                                                            |
|  | \| \| Casuariidae \| \| \| \| \| \| Dromaiidae \| \| \| \| |
|  |                                                            |
|  | Casuariidae                                                |
|  |                                                            |
|  | Dromaiidae                                                 |
|  |                                                            |

|  | Casuariidae |
|  |             |
|  | Dromaiidae  |
|  |             |

|  | Tinamidae         |
|  |                   |
|  | Dinornithiformes† |
|  |                   |

|  | Apterygidae                                                |
|  |                                                            |
|  | \| \| Casuariidae \| \| \| \| \| \| Dromaiidae \| \| \| \| |
|  |                                                            |
|  | Casuariidae                                                |
|  |                                                            |
|  | Dromaiidae                                                 |
|  |                                                            |

|  | Casuariidae |
|  |             |
|  | Dromaiidae  |
|  |             |

|  | Apterygidae                                                |
|  |                                                            |
|  | \| \| Casuariidae \| \| \| \| \| \| Dromaiidae \| \| \| \| |
|  |                                                            |
|  | Casuariidae                                                |
|  |                                                            |
|  | Dromaiidae                                                 |
|  |                                                            |

|  | Casuariidae |
|  |             |
|  | Dromaiidae  |
|  |             |

|  | Tinamidae         |
|  |                   |
|  | Dinornithiformes† |
|  |                   |

|  | Apterygidae                                                |
|  |                                                            |
|  | \| \| Casuariidae \| \| \| \| \| \| Dromaiidae \| \| \| \| |
|  |                                                            |
|  | Casuariidae                                                |
|  |                                                            |
|  | Dromaiidae                                                 |
|  |                                                            |

|  | Casuariidae |
|  |             |
|  | Dromaiidae  |
|  |             |

|  | Apterygidae                                                |
|  |                                                            |
|  | \| \| Casuariidae \| \| \| \| \| \| Dromaiidae \| \| \| \| |
|  |                                                            |
|  | Casuariidae                                                |
|  |                                                            |
|  | Dromaiidae                                                 |
|  |                                                            |

|  | Casuariidae |
|  |             |
|  | Dromaiidae  |
|  |             |

|  | Tinamidae         |
|  |                   |
|  | Dinornithiformes† |
|  |                   |

|  | Apterygidae                                                |
|  |                                                            |
|  | \| \| Casuariidae \| \| \| \| \| \| Dromaiidae \| \| \| \| |
|  |                                                            |
|  | Casuariidae                                                |
|  |                                                            |
|  | Dromaiidae                                                 |
|  |                                                            |

|  | Casuariidae |
|  |             |
|  | Dromaiidae  |
|  |             |

|  | Apterygidae                                                |
|  |                                                            |
|  | \| \| Casuariidae \| \| \| \| \| \| Dromaiidae \| \| \| \| |
|  |                                                            |
|  | Casuariidae                                                |
|  |                                                            |
|  | Dromaiidae                                                 |
|  |                                                            |

|  | Casuariidae |
|  |             |
|  | Dromaiidae  |
|  |             |